# Hermann Wilhelm Berning
Hermann Wilhelm Berning (Lingen, 26 marzo 1877 – Osnabrück, 23 novembre 1955) è stato un arcivescovo cattolico tedesco.

## Biografia
Studiò presso le università di Münster e Breslavia.
Fu ordinato prete nel 1900 e fu nominato e consacrato vescovo di Osnabrück nel 1914.
In qualità di vescovo di Osnabrück, amministrò il vicariato apostolico della Germania settentrionale (prima con il titolo di pro-vicario e poi, dal 1921, con il titolo di vicario apostolico) e la prefettura apostolica dello Schleswig-Holstein (inizialmente come amministratore apostolico e poi, dal 1921, come prefetto apostolico). Dopo il concordato con la Prussia, quelle circoscrizioni ecclesiastiche furono soppresse (13 agosto 1930) e i loro territori furono, in gran parte, uniti a quello della diocesi di Osnabrück.
Fondò la congregazione delle suore missionarie del Santo Nome di Maria.
Fu elevato al rango di arcivescovo da papa Pio XII nel 1950.

## Genealogia episcopale e successione apostolica
La genealogia episcopale è:
- Cardinale Scipione Rebiba
- Cardinale Giulio Antonio Santori
- Cardinale Girolamo Bernerio, O.P.
- Arcivescovo Galeazzo Sanvitale
- Cardinale Ludovico Ludovisi
- Cardinale Luigi Caetani
- Cardinale Ulderico Carpegna
- Cardinale Paluzzo Paluzzi Altieri degli Albertoni
- Papa Benedetto XIII
- Papa Benedetto XIV
- Papa Clemente XIII
- Cardinale Giovanni Carlo Boschi
- Cardinale Bartolomeo Pacca
- Cardinale Francesco Serra Cassano
- Arcivescovo Joseph Maria Johann Nepomuk von Fraunberg
- Cardinale Johannes von Geissel
- Vescovo Eduard Jakob Wedekin
- Cardinale Paul Ludolf Melchers, S.I.
- Vescovo Johannes Heinrich Beckmann
- Vescovo Daniele Wilhelm Sommerwerk
- Cardinale Georg von Kopp
- Cardinale Adolf Bertram
- Arcivescovo Hermann Wilhelm Berning

La successione apostolica è:
- Vescovo Johannes Albert von Rudloff (1950)